# قاف قاتل، سين سعيد
قاف قاتل، سين سعيد، رواية عربية، للروائي الكويتي عبد الله البصيص. صدرت الرواية لأوّل مرة عام 2020 عن دار روايات للنشر والتوزيع في الإمارات العربية المتحدة، ودخلت في القائمة الطويلة للجائزة العالمية للرواية العربية لعام 2021، المعروفة باسم «جائزة بوكر العربية».